# Parhelij
Parhelij ali pasonce (grško starogrško παρήλιον: parēlion oz. starogrško παρά: pará - blizu + starogrško ήλιος - Sonce) je optični pojav, pri katerem nastanejo svetle točke na nebu, pogosto na haloju (svetlečem obroču okrog Sonca) na vsaki strani (tj. na levi in desni). Na enak način se lahko pojavi tudi v primeru Lune.
Parhelij se lahko pojavi tudi kot obarvani pas svetlobe na katerikoli strani Sonca. Nahaja se 22° stran od Sonca na krožnici haloja in hkrati na isti višini nad obzorjem kot Sonce. Pojavi se lahko kjerkoli na svetu v kateremkoli letnem času, čeprav ni vedno očiten oz. svetel.

## Nastanek in značilnosti
Pogoj za nastanek parhelija je prisotnost ploščatih kristalov ledu šestkotne (heksagonalne) oblike v visokih in mrzlih cirusih ali v nizkem oblaku kristalov, imenovanem diamantni prah. Kristali delujejo kot optične prizme, ki razklonijo žarke svetlobe, ki potekajo 22° stran od Sonca. Če so kristali usmerjeni različno, se pojavi celoten obroč (halo), sicer pa se pogosto kristali spustijo nizko in so usmerjeni vodoravno oz. vzporedno s tlemi.
Ko je Sonce visoko nad obzorjem, se kot razklona žarkov poveča in parhelij je bolj oddaljen od Sonca, v primeru, da je Sonce nizko nad obzorjem, pa so v enaki višini.
Zaradi odvisnosti lomnega količnika od valovne dolžine se rdeča svetloba po prehodu skozi kristal najmanj lomi. Ob upoštevanju tega in dejstva, da je parhelij posledica skupnega loma žarkov na kristalih, je večina točke praktično bele barve, le notranji rob ima rdečkasti odtenek, zunanji rob pa modri odtenek.
Teoretično je možno predvideti obliko parhelija na drugih planetih in naravnih satelitih. Na Marsu bi lahko nastal zaradi kristalov ledu in suhega ledu (trdna oblika CO2). Na plinskih velikanih, kot so Jupiter, Saturn, Uran in Neptun, pa bi lahko kristale tvorile druge snovi, kot sta amonijak in metan, pri čemer bi nastalo štiri ali več točk.

## Galerija
- Fargo, Severna Dakota
- Južni pol; Sonce je umetno zastrto
- Aljaska
- Južni pol

## Zgodovina

### Antika
V antični Grčiji sta parhelij omenjala Aristotel v svojem delu Meteorologija in Arat, za katerega je bil parhelij znak dežja, vetra ali prihajajoče nevihte. V antičnem Rimu sta ga omenjala Cicero in Apuleius.

### Vojne rož
Med preludijem bitke pri Mortimer's Crossu (Herefordshire, Anglija) leta 1461 naj bi se domnevno pojavil jasen parhelij. Poveljnik sil hiše York, pozneje Edvard IV., je svoje sprva prestrašene čete prepričal, da predstavljajo tri sonca sveto trojico. Edvardove sile so dosegle v bitki pomembno zmago.

### Jakob Hutter
Verjetno najzgodnejši jasen opis parhelija je podal Jacob Hutter v svojem delu Brotherly Faithfulness: Epistles from a Time of Persecution:
»Moji ljubljeni otroci, želim vam povedati, da smo na dan odhoda naših bratov, Kuntza in Michela, na petek videli tri Sonca na nebu zelo dolgo časa, okoli ene ure, kot tudi dve mavrici. Te sta imeli zadnjo stran obrnjeno druga proti drugi, na sredini sta se skoraj stikali, konci pa so kazali stran od obeh. In to, Jakob, sem videl s svojimi očmi, kot so videli tudi mnogi bratje in sestre z menoj. Kmalu po tem sta dva Sonca in mavrici izginili in ostalo je samo eno Sonce. Kljub temu, da druga dva Sonca nista bila svetla tako kot to, sta bila jasno vidna. Čutim da to ni bil samo majhen čudež …«

### Vädersolstavlan
Vädersolstavlan (švedsko za Slika pasonca), ki je najstarejša upodobitev Stockholma, je poleg tega ena od najstarejših upodobitev parhelija. 20. aprila 1535 so se na nebu nad mestom pojavili beli obroči in loki ter dodatna Sonca. Pojav je hitro sprožil govorice o božjem omnu, po katerem naj bi se Bog maščeval kralju Gustavu Vasi zaradi uvedbe protestantizma in tiranskega vladanja. Olaus Petri, luteranski učenjak, je naročil izdelavo slike za dokumentacijo dogodka. Kralj si je sliko razlagal kot poskus zarote: osrednje Sonce je predstavljalo kralja, ostala dva Sonca pa sta bila lažna in sta predstavljala zarotnika proti njemu, Olausa Petra in Andreasa Hanssona, ki sta bila po tem obtožena izdaje, vendar so bile obtožbe kasneje umaknjene.